# Jak daleko stąd, jak blisko
Jak daleko stąd, jak blisko – polski film psychologiczny z 1971 roku w reżyserii Tadeusza Konwickiego, nakręcony według autorskiego scenariusza. Głównym bohaterem filmu jest Andrzej (Andrzej Łapicki), czterdziestoletni mężczyzna, którego nie opuszczają wspomnienia z czasów wojny oraz tajemnica późniejszej, samobójczej śmierci przyjaciela, Maksa (Gustaw Holoubek).

## Fabuła
Czterdziestoletni Andrzej odbywa symboliczną podróż w przeszłość, pragnąc wyjaśnić motywy samobójstwa swojego przyjaciela Maksa. W fantastycznych wizjach bohatera pojawiają się widma jego bliskich osób.
W ślad za Andrzejem podąża wciąż grupa przebierańców w strojach chochołów oraz nieudany aktor Włodzio. W czasie pochodu pierwszomajowego Andrzej spotyka Musię, swoją miłość z okresu walki w partyzantce, która zginęła na Syberii. Rozmawia z dawno zmarłym ojcem i daremnie próbuje dowiedzieć się prawdy o swoim pochodzeniu. Wie jedynie, że był nieślubnym dzieckiem. W XIX-wiecznej cerkwi dostrzega pannę młodą, która ucieka sprzed ołtarza, gdyż nie chce poślubić Rosjanina. Wraz z Włodziem wychodzi z cerkwi na współczesną ulicę Warszawy lat siedemdziesiątych. Milicyjny radiowóz zawozi ich na plan filmowy, gdzie Andrzej dowiaduje się o samobójczej śmierci scenarzysty Maksa, który wyskoczył z okna wieżowca. Przesłuchiwany przez milicję Andrzej nie potrafi powiedzieć nic istotnego o życiu przyjaciela. Podczas snu ma wizję, w której świętuje swoje czterdzieste czwarte urodziny wśród żywych i umarłych. Wchodzi do ogromnego urzędu i odnajduje w nim swoją pierwszą żonę Joasię, która odtrąca jego zaloty. Wraca myślami do dzieciństwa, biorąc udział w pogrzebie Żyda-samobójcy. Dostrzega tam swojego towarzysza zabaw Szlomę i ostrzega go przed nadchodzącą Zagładą Żydów. Towarzyszy starej matce w kościelnej procesji i bezskutecznie usiłuje nawiązać z nią kontakt. Przebierańcy, którzy szli z Andrzejem, zdejmują kostiumy i bohater rozpoznaje w nich swoich towarzyszy z partyzantki. Pod jednym z kostiumów ukrywa się Musia. Dodaje odwagi Andrzejowi, który dostaje rozkaz wykonania wyroku na zdrajcy, współpracującym z Niemcami.
Film ma dwa warianty zakończenia. W pierwszym z nich Andrzej strzela, po czym ze zgrozą zauważa, że zabił Maksa. W drugim zakończeniu, następującym zaraz po pierwszym, zmarły wstaje i dzieli się z przyjacielem opłatkiem. Film kończy kontrnegatywowy obraz Żyda unoszącego się ponad miastem w morzu płomieni.

## Obsada
- Andrzej Łapicki – Andrzej
- Maja Komorowska – Musia
- Gustaw Holoubek – Maks
- Alicja Jachiewicz – Joasia
- Anna Dymna – nieznajoma
- Zdzisław Maklakiewicz – Włodek
- Ewa Krzyżewska – Zosia
- Edmund Fetting – Szymon
- Piotr Pawłowski – ojciec
- Jadwiga Kuryluk-Cebrzyńska – matka
- Jerzy Cnota – piosenkarz
- Stanisław Jasiukiewicz – kapitan milicji
- Wirgiliusz Gryń – plutonowy milicji
- Mieczysław Waśkowski – milicjant
- Ewa Lemańska – panna młoda
- Karol Obidniak – pan młody
- Marek Jasiński – pop
- Jerzy Tkaczyk – przyjezdny z zagranicy
- Paweł Unrug – reżyser
- Ryszard Terlikowski – Szloma
- Szymon Szurmiej – Żyd
- Piotr Erlich – Żyd
- Herman Lercher – kantor
- Estera Kowalska – płaczka
- Ruth Taru-Kowalska – płaczka
- Włodzimierz Nakwaski – Cichy
- Edward Radulski – barman
- Krzysztof Stroiński – mężczyzna w barze
- Małgorzata Kubica – Mariola
- Ewa Kubica – Jola

## Produkcja
Filmem Jak daleko stąd, jak blisko Konwicki (1926–2015) powrócił do udziału w kinematografii polskiej po kilkuletniej przerwie (przedtem wystąpił z Polskiej Zjednoczonej Partii Robotniczej, by zademonstrować swoje poparcie dla Leszka Kołakowskiego i Krzysztofa Pomiana, którzy w dziesiątą rocznicę Października 1956 krytykowali władzę). Tadeusz Konwicki nazywał swój film „autobiograficznym esejem filmowym” o ambicjach na miarę „biografii pewnego pokolenia”, zawieszonym w czasie i przestrzeni:
Bohater jak gdyby zakłada sobie możliwość poruszania się w czasie, wszystko odbywa się w czasie wymyślonym, wykreowanym przez niego. On sam go odpowiednio odmienia, dozuje, przeinacza, wchodzi w ten czas, wycofuje się z niego, albo zakłada takie warianty, które się nie zdarzyły, ale mogły się zdarzyć. Chodzi mi raczej o emocjonalno-myślowy przebieg wypadków, nie liczący się z czasem i nie tworzący z czasu jakiejś specjalnej wartości, która byłaby przeze mnie specjalnie podkreślana. Jest to jakaś transpozycja, odmienianie czasu, ale nic tam nie jest wspomnieniem. Jeżeli coś ma elementy czasu przeszłego – widać to przez kostium, przez dekorację, nie są to jednak retrospekcje w dawnym potocznym znaczeniu...
Ponadto Konwicki w wywiadzie z Konradem Eberhardtem sugerował, iż synkretyczne przedstawienie w filmie wielości kultur i religii ma podłoże autobiograficzne:
Sam jestem produktem jakiegoś takiego misz-maszu wschodniej Polski, sam nie wiem, ile we mnie jest krwi litewskiej, białoruskiej czy polskiej. Jest to pasjonujące, dla mnie nawet pewien powód do dumy, że jesteśmy takim właśnie, a nie innym społeczeństwem.
Jak daleko stąd, jak blisko został przepuszczony przez cenzurę bez większych ingerencji. Jak pisała Marta Fik, „nakazano Konwickiemu złagodzić scenę zastrzelenia pod choinką wigilijną Żyda przez polskiego partyzanta oraz wyeliminować bardzo drastyczne ujęcie stosunku seksualnego. Film uznano poza tym, że jest zrealizowany bardzo współcześnie i prezentuje dojrzały warsztat”.
Film został zakwalifikowany do konkursu na Festiwalu Filmowym w Cannes, jednak ówczesny peerelowski minister kultury Stanisław Wroński nie zgodził się na wysłanie go za granicę, pozwalając Konwickiemu jedynie na wąskie rozpowszechnianie filmu w kraju. W efekcie film nie odniósł sukcesu, na który – zdaniem Tadeusza Lubelskiego – niewątpliwie zasłużył.

## Interpretacje
Jak daleko stąd, jak blisko zawiera cechy typowe dla całej twórczości Konwickiego, zarówno filmowej, jak i prozatorskiej (obie te dziedziny należy w przypadku Konwickiego rozpatrywać jako uzupełniającą się całość). Główny bohater ma cechy autora – scenarzysty i reżysera. W filmie pojawiają się wątki autobiograficzne: dzieciństwo spędzone na Kresach, w wielowyznaniowym, wielokulturowym Wilnie i jego okolicach, koszmar wojny i udział w partyzantce. Konwicki przywołuje także polską historię powojenną, m.in. w aluzjach do kultu jednostki z czasów stalinizmu (odlew popiersia przywódcy) czy antysemickiej nagonki po wydarzeniach marcowych z 1968 roku (scena z pożegnaniem przyjaciół wyjeżdżających pociągiem z Polski). Milicjanci spisujący obywateli na ulicach i widok Pałacu Kultury odsyłają widzów do powieści Wniebowstąpienie, śmierć przyjaciela do Nic albo nic, sceny z rodzicami – do fragmentów wielu powieści.
Najważniejsze jest jednak stale podejmowane w twórczości autora Kompleksu polskiego misterium wywoływania z zaświatów duchów zmarłych i rozliczanie się z przeszłością przechowywaną w pamięci. Andrzej jest dręczony wyrzutami z powodu zabicia człowieka, wyroku wykonanego w szczególnych warunkach wojny. Dlatego zakończenie filmu ma dwa warianty, wedle słów Tadeusza Lubelskiego: „«prawdziwy», a potem «poprawiony», w którym zamiast wykonania wyroku na zdrajcy dochodzi do przełamania się opłatkiem”.
Film ma charakter bardzo osobisty, introwertyczny. Rzeczywistość przeplata się ze wspomnieniami, wśród żywych pojawiają się zmarli – tacy, jakimi byli dawniej, lecz zarazem wyposażeni w „wyższą”, metafizyczną świadomość. Krytyk filmowy Tadeusz Lubelski zwraca uwagę na podobieństwo struktury Jak daleko stąd, jak blisko do żydowskiej tradycji święta Jom Kipur. W tym Dniu Pojednania każdy otrzymuje szansę zmazania grzechów, warunkiem jest jednak przebaczenie ze strony tych, którzy doznali krzywdy: „Tak jak pobożny Żyd starał się uzyskać przebaczenie od każdego, kogo skrzywdził, tak bohater filmu Konwickiego próbuje naprawić wszystkie swoje nie spełnione i nie zrealizowane związki z ludźmi”. Ową ideę pojednania podkreśla ekumeniczny epizod wileński, kiedy reżyser ukazuje trzy wspólne obrządki: prawosławny ślub, żydowski pogrzeb oraz katolicką procesję.
Krytycy nazywali film Konwickiego „popisem kreacyjnych możliwości kina”, bez precedensu w kinie światowym. Zdarzenia w Jak daleko stąd, jak blisko nie mają czytelnej chronologii, miejsce akcji ulega ciągłym zmianom. Fabularność filmu jest wątpliwa, jego istotą są bowiem nie tyle zdarzenia, co ludzka pamięć, chaotyczna, nieuporządkowana, oraz uporczywe wracanie do przechowywanych w niej epizodów, motywów, zdarzeń, osób. Jak pisała Alicja Helman, w Jak daleko stąd, jak blisko „nie ma w ogóle rzeczywistości pojmowanej jako punkt odniesienia dla manipulacji z przestrzenią, czasem, pamięcią i wyobraźnią”.

## Zdjęcia
- Piotrków Trybunalski, Warszawa, Łódź, Otwock.

## Nagrody
- 1972 – Nagroda Specjalna Jury IV Lubuskiego Lata Filmowego w Łagowie dla Tadeusza Konwickiego
- 1972 – Nagroda IV LLF w Łagowie za pierwszoplanową rolę kobiecą dla Mai Komorowskiej
- 1972 – Nagroda IV LLF w Łagowie za dźwięk dla Jerzego Wrońskiego
- 1972 – Syrenka Warszawska – nagroda Klubu Krytyki Filmowej Stowarzyszenia Dziennikarzy Polskich w kategorii filmu fabularnego dla Tadeusza Konwickiego (przyznana podczas IV Lubuskiego Lata Filmowego w Łagowie)
- 1973 – nagroda specjalna Międzynarodowego Festiwalu Filmów Autorskich w San Remo za scenariusz dla Tadeusza Konwickiego